# برستون بيرسون
برستون بيرسون (بالإنجليزية: Preston Pearson)‏ هو لاعب كرة قدم أمريكية أمريكي، ولد في 17 يناير 1945 في فري بورت في الولايات المتحدة.

## وصلات خارجية
- برستون بيرسون على موقع كلية كرة السلة في سبورتس رفرنس.كوم (الإنجليزية)
- برستون بيرسون على موقع مرجع كرة القدم المحترفة.كوم (الإنجليزية)